# Felipe Garcia
Felipe Garcia (sinh ngày 6 tháng 11 năm 1990) là một cầu thủ bóng đá người Brasil.

## Sự nghiệp câu lạc bộ
Felipe Garcia đã từng chơi cho Nagoya Grampus.